# 小野好古
小野 好古（おの の よしふる）は、平安時代前期から中期にかけての公卿・歌人。参議・小野篁の孫で、大宰大弐・小野葛絃の次男。弟に三蹟の一人小野道風がいる。異名は「野大弐」。官位は従三位・参議。

## 経歴
讃岐権掾・春宮権少進を経て、延喜22年（922年）従五位下・右京亮に叙任される。のち、醍醐朝後期に大蔵少輔・中宮大進を務める。
朱雀朝に入ると、延長8年（930年）右衛門権佐、承平8年（938年）右近衛少将と武官を歴任し、承平2年（932年）従五位上、天慶2年（939年）正五位下、天慶4年（941年）従四位下と昇進する。この間、天慶2年（939年）に発生した藤原純友の乱を鎮圧するために、天慶3年（940年）追捕山陽南海両道凶賊使長官として九州へ下向。追捕使判官・藤原慶幸、主典・大蔵春実らと共に、大宰府を襲撃した藤原純友軍を博多津にて撃退している。天慶5年（942年）文官の左中弁に遷るが、天慶8年（945年）大宰大弐として地方官に転じた。
村上朝初頭の天暦元年（947年）参議に任ぜられ公卿に列すが、引き続き大宰大弐を兼帯し天暦3年（949年）末までこれを務めた。その後は議政官として讃岐権守・備中権守などの地方官を兼帯し、天徳2年（958年）正四位下に昇叙されている。天徳4年（960年）77歳にして大宰大弐に再任され、応和2年（962年）従三位に至る。
冷泉朝初頭の康保4年（967年）7月7日に致仕する。翌康保5年（968年）2月14日薨去。享年85。最終官位は致仕参議従三位大宰大弐。

## 人物
勅撰歌人として、『後撰和歌集』（4首）『拾遺和歌集』（2首）に和歌作品が入首。また、大宰府にて曲水の宴を始めたとも伝えられる。

## 官歴
『公卿補任』による。
- 延喜12年（912年） 3月27日：讃岐権掾
- 延喜17年（917年） 正月29日：春宮権少進（春宮・保明親王）
- 延喜22年（922年） 正月7日：従五位下。5月26日：右京亮
- 延長2年（924年） 8月9日：大蔵少輔
- 延長3年（925年） 10月14日：中宮大進（中宮・藤原穏子）
- 延長8年（930年） 11月16日：右衛門権佐
- 承平元年（931年） 閏5月11日：昇殿
- 承平2年（932年） 11月16日：従五位上
- 承平5年（935年） 2月23日：備前権介
- 承平6年（936年） 正月29日：中宮権亮（中宮・藤原穏子）
- 承平8年（938年） 3月26日：右近衛少将、中宮権亮備前権介如元
- 天慶2年（939年） 正月7日：正五位下。2月1日：兼近江権介
- 天慶3年（940年） 正月：兼追捕凶賊使
- 天慶4年（941年） 5月7日：従四位下。8月18日：昇殿
- 天慶5年（942年） 3月28日：左中弁。12月：備前(権)守
- 天慶7年（944年） 2月21日：兼山城守
- 天慶8年（945年） 10月14日[1]：大宰大弐
- 天暦元年（947年） 4月26日：参議。5月2日：太宰大弐如元。12月25日：任大弐（復任）
- 天暦4年（950年） 正月25日?：辞太宰大弐
- 天暦7年（953年） 正月7日：従四位上。正月27日：兼讃岐権守
- 天暦9年（955年） 9月17日：兼備中権守
- 天徳2年（958年） 正月7日：正四位下。閏7月18日：兼弾正大弼
- 天徳3年（959年） 7月17日：兼左大弁
- 天徳4年（960年） 正月24日：兼備中守。4月23日：任大宰大弐、止弁弼等
- 応和2年（962年） 正月7日：従三位
- 康保2年（965年） 日付不詳：止大弐
- 康保4年（967年） 7月7日：致仕（参議従三位大宰大弐）
- 康保5年（968年） 2月14日：薨去

## 系譜
- 父：小野葛絃[2]
- 母：王氏[2]
- 妻：不詳
  - 男子：小野永樹
  - 男子：小野千古
  - 女子：[3]
  - 女子：大蔵春実室

## 小野好古が登場する作品
- 『平安流風』桑山泰雄
- 『陰陽師 瀧夜叉姫』夢枕獏
- 『絶海にあらず』北方謙三
- 『芦屋道満大内鑑』初代竹田出雲
- 『大和物語』四段（野大弐として）